# Raión de Perevalsk
Perevalsk (en ucraniano: Перевальський район) es un antiguo raión o distrito de Ucrania en el óblast de Lugansk. La capital fue la ciudad de Perevalsk.
Comprende una superficie de 807 km².

## Demografía
Según estimación 2010 contaba con una población total de 82800 habitantes.

## Otros datos
El código KOATUU es 4423600000. El código postal 94300 y el prefijo telefónico +380 6441.